# 長万部町役場
長万部町役場（おしゃまんべちょうやくば）は、日本の地方公共団体である山越郡長万部町の執行機関としての事務を行う施設（役場）である。

## アクセス
- JR北海道「長万部駅」から徒歩8分。
- 函館バス「長万部駅前」

## 庁舎内
3階
- 議場
- 議会事務局

2階
- 総務課
- まちづくり推進課
- 新幹線推進課
- 建設課
- 産業振興課
- 教育委員会事務局
- 町長室

1階
- 税務課
- 水道ガス課
- 保健福祉課
- 町民課
- ふれあい健康センター（地域包括センター･高齢者コミュニティホール）

かつては、2階にまんべくんの部屋が置かれていたが、閉鎖され、現在は、長万部駅構内にあるインフォまんべに置かれている。

## 変遷・出来事
- 1873年 - 函館支庁長万部出張所が置かれる。
- 1898年 - 戸長役場が新築。
- 1936年 - （戸長役場や支庁出張所を除いて）初めて役場庁舎が建設。
- 1966年 - 1936年建設の役場庁舎を建て替え。（前庁舎完成）
- 1990年 - 町役場での電算システム業務開始。
- 1998年 - 現役場庁舎・ふれあい健康センターが完成。
- 2011年 - 東日本大震災による漁業被害、長万部町職員6名を被災地の一つである宮城県多賀城市へ派遣。
- 2013年 - 町役場での戸籍業務がコンピュータ化。